# Lasse Lyskjær Noer
Lasse Lyskjær Noer (* 1991) ist ein dänischer Filmregisseur und Drehbuchautor.

## Leben
Lasse Lyskjær Noer begann im Alter von 12 Jahren mit dem Filmemachen. Zusammen mit Schulfreunden drehte er Amateurfilme auf der VHR-Kamera seines Vaters. Er besuchte die Filmschule und schloss dort 2018 ab. Während seines Studiums drehte er den 8-minütigen Kurzfilm Dødzforelsket. Im gleichen Jahr veröffentlichte er ein Musikvideo zum Lied Reign des dänischen DJs Overwerk. Es folgten weitere Musikvideos und Werbespots, unter anderem für Tuborg sowie den Künstler Lunar. 2022 drehte er den Kurzfilm Ridder Lykke über einen Mann, der den Verlust seiner Ehefrau verkraften muss. Der Film wurde für die Oscarverleihung 2024 als Bester Kurzfilm nominiert.

## Filmografie
- 2022: Ridder Lykke